# Li Bia Vélo
Li Bia Vélo is een fietsdeelsysteem in Namen dat uitgebaat wordt door JCDecaux (type Cyclocity). Het systeem werd in gebruik genomen op 21 april 2012.

## Stations
| Plaats        | Aantal stations |
| ------------- | --------------- |
| Namen         | 16              |
| Jambes        | 5               |
| Salzinnes     | 6               |
| Saint-Servais | 2               |